# CaribVision
CaribVision è un canale televisivo internazionale che trasmette negli Stati Uniti d'America (attraverso Cablevision), nel Regno Unito, ai Caraibi ed in Canada. CaribVision, canale televisivo in lingua inglese, è controllato dalla Caribbean Media Corporation (CMC). Il tema principale delle trasmissioni sono la cultura caraibica, le notizie, la cronaca, lo sport, la cultura e l'intrattenimento, visti da una prospettiva caraibico-anglofona.
CaribVision è attualmente disponibile in America Latina ed in oltre 30 territori caraibici.

## Programmazione
Lista dei programmi televisivi che vengono attualmente trasmessi o che sono stati trasmessi dalla CaribVision attraverso il loro media centre alle Barbados.

### Giornalismo
- Another Accent
- Caribbean Passport
- CaribScope Travel and Leisure
- Hill & Gully Ride
- Island Life Destinations
- Vibes Caribbean
- Women West Indies

### Cucina
- Another Flavour
- Caribbean Cuisine
- Sancoche

### Talk show
- Book Talk
- Chat Room
- Dolor Factor Live (with Delia Dolor)
- Head On
- The Investor
- On a Personal Note
- Profile
- Talk Caribbean

### Sport
- Carib Beer Highlights
- Paradise Motor Sports
- Sports Locker

### Notizie e cronaca[3]
- Caribbean News Review
- Caribbean Newsline
- Caribbean Today
- Primetime Caribbean

### Intrattenimento
- Di Show
- E-Zone
- The Hit List
- Island Jams
- On Stage
- Pilly Out Front
- Riddim Express
- VIP Backstage

### Religione
- Faith & Truth

### Bambini ed insegnamento
- KiddieCrew.com
- Kid's Club
- Pet Playhouse
- The Molly Show
- Yellow Umbrella

### Sceneggiati
- Sarge in Charge
- Westwood Park

## Partners ed affiliati
- Caribbean Communications Network Ltd., (CCN-TV6) - Trinidad & Tobago
- Caribbean Broadcasting Corporation, (CBC-TV8) - Barbados
- Institute of Cuban Radio & Television, (ICRT) - Cuba
- ZNS Network - Bahamas
- The Creative Production & Training Centre Ltd., (CPTC) - Giamaica
- Television Jamaica Ltd., (TVJ) - Giamaica
- CVM Television Ltd. - Giamaica